# Partia Pracujących
Partia Pracujących (port. Partido dos Trabalhadores, PT) – lewicowa partia polityczna w Brazylii.

## Historia
Założona przez środowisko związkowców w 1980 roku. W 2003 i 2022 roku kandydat partii Luiz Inácio Lula da Silva wygrał wybory prezydenckie.

## Ideologia
Początkowo miała charakter skrajnie lewicowy i była bliska teologii wyzwolenia.  Współcześnie jest partią socjaldemokratyczną oskarżaną o neoliberalne tendencje.

## Poparcie
| Wybory | Liczba głosów | Poparcie | Zmiana w p.p.                     | Mandaty | Zmiana                            |
| ------ | ------------- | -------- | --------------------------------- | ------- | --------------------------------- |
| 1982   | 1 458 719     | 3,5%     | brak (pierwsze wybory tej partii) | 8       | brak (pierwsze wybory tej partii) |
| 1986   | 3 253 999     | 6,9%     | 3,4                               | 16      | 8                                 |
| 1990   | 4 128 052     | 10,2%    | 3,3                               | 35      | 19                                |
| 1994   | 5 959 854     | 13,1%    | 2,9                               | 49      | 14                                |
| 1998   | 8 786 528     | 13,2%    | 0,1                               | 59      | 10                                |
| 2002   | 16 094 080    | 18,4%    | 5,2                               | 91      | 32                                |
| 2006   | 13 989 859    | 15%      | 3,4                               | 83      | 8                                 |
| 2010   | 16 289 199    | 16,9%    | 1,9                               | 88      | 5                                 |
| 2014   | 13 554 166    | 14%      | 2,9                               | 70      | 18                                |
| 2018   | 10 126 611    | 10,3%    | 3,7                               | 56      | 14                                |
| 2022   | 15 354 125    | 13,9%    | 3,6                               | 69      | 13                                |